# مصطفى سويف
مصطفى سويف (17 يوليو 1924 ـ 27 يونيو 2016) هو أستاذ علم نفس مصري بكلية آداب جامعة القاهرة. له العديد من المؤلفات والدراسات في مجال علم النفس. شغل منصب رئيس الجمعية المصرية للدراسات النفسية عامي 1970 و1971، وهو مؤسس أكاديمية الفنون المصرية وأول رئيس لها (بين عامي 1968 و1971).

## حياته الأكاديمية
حصل مصطفى سويف على درجة الدكتوراه من جامعة القاهرة، ثم على دبلوم علم النفس الإكلينيكي من جامعة لندن، وشغل منصب أستاذ بقسم علم النفس بكلية آداب جامعة القاهرة، ثم رئيس قسم الدراسات الفلسفية والنفسية بالكلية عامي 1973 و1974، وهو مؤسس قسم علم النفس بالكلية وأول رئيس له (بين عامي 1974 و1984).
دُعي باحثا زائرا بمعهد الطب النفسي بجامعة لندن سنة 1963/1964، ودُعي أستاذا زائرا بجامعة لند بالسويد سنة 1972.

## مناصب وعضوية لجان مختصة
- رئيس الجمعية المصرية للدراسات النفسية (1970، 1971)
- مؤسس أكاديمية الفنون المصرية وأول رئيس لها (1968 ـ 1971)
- عضو لجنة الخبراء الدائمة لبحوث تعاطي المخدرات بمنظمة الصحة العالمية.
- رئيس البرنامج الدائم لبحوث تعاطي المخدرات بالمركز القومي للبحوث الاجتماعية والجنائية.
- رئيس لجنة المستشارين العلميين بالمجلس القومي لمكافحة وعلاج الإدمان (مصر).
- عضو المجلس الاستشاري الدولي للإشراف على دبلوم السلوك الإدماني بمعهد الطب النفسي بجامعة لندن.

## من مؤلفاته
- الأسس النفسية للإبداع الفني في الشعر خاصة، دار المعارف، 1959.[3]
- الأسس النفسية للتكامل الاجتماعي: دراسة ارتقائية تحليلية، دار المعارف، 1960[4][5]، مكتبة الأنجلو المصرية.[4]
- نحن والعلوم الإنسانية، د. ن.، 1969.[6]
- مقدمة لعلم النفس الاجتماعي، مكتبة الأنجلو المصرية، 1975.[7]
- علم النفس الحديث، مكتبة الأنجلو المصرية، 1983.[8]
- التطرف كأسلوب للاستجابة، مكتبة الأنجلو المصرية.[4]
- مصر الحاضر والمستقبل، دار الهلال، 2000.[9]
- مشكلة تعاطى المخدرات بنظرة علمية، الدار المصرية اللبنانية، 2000.[10]
- علم النفس: دراسات نظرية وبحوث أمبريقية عملية، الدار المصرية اللبنانية (سلسلة: علم النفس في حياتنا الاجتماعية)، 2000.[11]
- دراسات نفسية في الإبداع والتلقي، دار الكتب الحديثة، 2000[12]، الدار المصرية اللبنانية (سلسلة: علم النفس في حياتنا الاجتماعية)، 2004.[12]
- علم النفس العيادي، الدار المصرية اللبنانية (سلسلة: علم النفس في حياتنا الاجتماعية)، 2001.[13]
- مسيرتى ومصر: في دروب القرن العشرين، مكتبة الأسرة، 2001.[14]
- نحن والمستقبل، مكتبة الأسرة، 2002.[15]
- حوارات ورسائل، الدار المصرية اللبنانية (سلسلة: علم النفس في حياتنا الاجتماعية)، 2003.[16]
- مشكلات منهجية في بحوث علم النفس العيادي، الدار المصرية اللبنانية، 2005.[17][18]
- من بعيد ومن قريب، دار الهلال، 2009.[19]
- علم النفس: فلسفته وحاضره ومستقبله ككيان اجتماعي.
- المخدرات والمجتمع، سلسلة عالم المعرفة، الكويت.[20]

## الجوائز والتكريمات
من بين الجوائز التي حصل عليها الدكتور مصطفى سويف جائزة الدولة التقديرية في العلوم الاجتماعية سنة 1989.

## أسرته
تزوج الدكتور مصطفى سويف من الدكتورة فاطمة موسى، أستاذة اللغة والأدب الإنجليزيين؛ ولهما ثلاثة أبناء: الكبرى أهداف، وهي أديبة تكتب بالإنجليزية، والوسطى ليلى أستاذة رياضيات في جامعة القاهرة وناشطة حقوقية يسارية معروفة، والأصغر علاء يعمل مهندساً.

## وفاته
توفي الدكتور مصطفى سويف في يوم الإثنين الموافق 27 يونيو 2016 عن عمر يناهز 92 عام

## وصلات خارجية
- جريدة الشرق الأوسط: مصطفى سويف يكمل مسيرته مع مصر